# Sinchi Roca

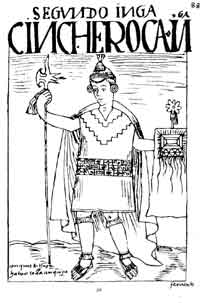
Sinchi Roca, tekenaar Guamán Poma (1615)

Sinchi Roca (Sinchi Roq'a in Quechua) was de tweede Inca-heerser van het koninkrijk Cuzco, het latere Incarijk. Hij regeerde vanaf ongeveer 1230. Hij was de zoon en opvolger van Manco Cápac. Sinchi Roca was de vader van de latere Inca-heerser Lloque Yupanqui.
Sinchi werd gebruikt als titel voor een burgemeester, terwijl Capac gebruikt werd als titel voor een krijgsheer.

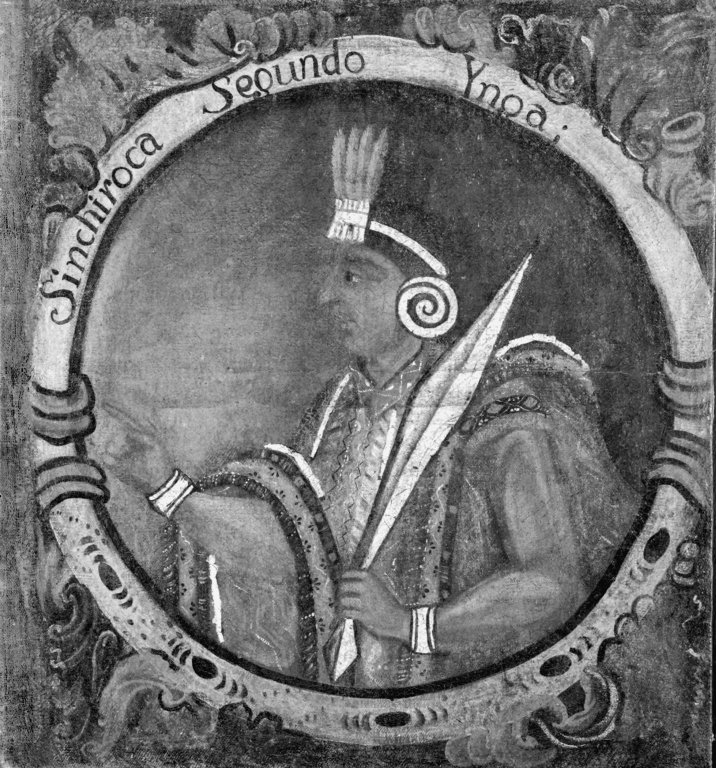

Hurin-dynastie: Manco Cápac · Sinchi Roca · Lloque Yupanqui · Mayta Cápac · Cápac Yupanqui

Hanan-dynastie: Inca Roca · Yáhuar Huácac · Viracocha Inca · Pachacuti · Túpac Inca Yupanqui · Huayna Capac · Huáscar · Atahualpa · Túpac Huallpa

Heersers in Vilcabamba: Manco Inca Yupanqui · Sayri Túpac · Titu Cusi Yupanqui · Túpac Amaru